# Jurgis Baltrušaitis
Jurgis Baltrušaitis (Bałtruszajtis, ur. 20 kwietnia?/2 maja 1873 w Paantvardys niedaleko Jurborka, zm. 3 stycznia 1944 w Paryżu) – poeta litewski, piszący po litewsku i rosyjsku, przedstawiciel symbolizmu, ambasador Litwy w ZSRR.

## Życie
Wywodził się z rodziny chłopskiej. Ukończył w 1898 wydział przyrodniczy Uniwersytetu Moskiewskiego. Wiele podróżował. Aktywnie uczestniczył w życiu literackim Moskwy i Petersburga. Wraz z Konstatntinem Balmontem i Walerijem Briusowem założył wydawnictwo „Skorpion”. Wydawał almanach Siewiernyje cwiety oraz miesięcznik „Wiesy”. W latach 1921–1939 był dyplomatą litewskim w Moskwie. W 1939 wyjechał na stałe do Paryża. 

## Twórczość poetycka
Debiutował w roku 1899. Pierwszą książkę, Ziemnyje stupieni. Elegii, piesni, poemy (Ziemskie stopnie. Elegie, pieśni, poematy), wydał w 1911. Kolejna, Gornaja tropa (Górska ścieżka) ukazała się rok później. Trzeci tom rosyjski, Lilija i sierp (Lilia i sierp) wyszedł pośmiertnie w 1949 w Paryżu. Tom wierszy litewskich Ašarų vainikas (Wianek z łez) poeta ogłosił w 1942. Tom Poezija (Poezja) opublikowano pośmiertnie w 1948. 
Oszczędna w słowach, operująca tradycyjnymi formami poezja Baltrušaitisa to głównie liryka refleksyjna, kontemplacyjna i filozoficzna, skoncentrowana na temacie życia i śmierci, przemijania, samotności, miejsca człowieka we wszechświecie. 

## Działalność translatorska
Był też tłumaczem. Tłumaczył na język rosyjski m.in. dzieła George’a Gordona Byrona, Gerharta Hauptmanna, Gabriele d’Annunzio, Knuta Hamsuna i Henrika Ibsena.

## Działalność krytyczna
Zajmował się również działalnością krytyczną, Jest autorem szkiców krytycznych m.in. o Ibsenie, Strindbergu, Balmoncie, Nikołaju Rierichu (Roerichu). Jako krytyk teatralny związany był z rosyjskim teatrem eksperymentalnym.

## Recepcja polska
W Polsce nie ukazał się dotąd książkowy wybór utworów Baltrušaitisa. Jego wiersze, tłumaczone z rosyjskiego, zamieszczane były w czasopismach i antologiach. Tłumaczyli go na polski m.in. Witold Dąbrowski, Leszek Engelking i Józef Waczków.